# Bo Wickman
Bo Nils Valdemar Wickman, född den 7 september 1917 i Stockholm, död den 27 maj 2007 i Uppsala, var en svensk professor och språkvetare. 

## Biografi
Efter studentexamen 1936 började Wickman studera ungerska vid Stockholms högskola för János Lotz och chantiska för Wolfgang Steinitz som flytt från Hitlertyskland. Läsåret 1937–1938 tillbringade han i Budapest med studier i ungerska och finsk-ugrisk språkvetenskap. Wickman blev lärjunge till Björn Collinder, och promoverades till filosofie doktor 1955 på en avhandling som reder ut frågan om objektets kasus i de finsk-ugriska och de samojediska språken. Samma år blev han docent i finsk-ugriska språk vid Uppsala universitet. I samband med Ungernrevolten 1956 kunde han med sina kunskaper i ungerska göra viktiga insatser i samband med flyktingmottagning i Sverige, och gav bland annat ut boken Svensk-ungersk hjälpreda. 1961 efterträdde han Björn Collinder som professor i finsk-ugriska språk, särskilt lapska och finska, och hade denna befattning fram till 1982. Wickman författade många skrifter, bland annat om uralisk språkvetenskap samt samisk och finsk språkhistoria.
En festskrift sammanställdes till Wickmans 65-årsdag, och ytterligare en skrift sammanställdes till hans 80-årsdag.
Han begravdes den 27 juni 2007 i minneslunden på Uppsala gamla kyrkogård.